# Castlepollard
Castlepollard (irl. Baile na gCros) – miasto w hrabstwie Westmeath w Irlandii położone na północny zachód od jeziora Lene oraz na północny wschód od jeziora Derravaragh. Liczba mieszkańców w 2011 roku wynosiła 1042 osoby.